# تور رقص ستاره‌ها
تور رقص ستاره‌ها (به انگلیسی: Stars Dance Tour) اولین تور کنسرت انفرادی توسط خواننده آمریکایی سلنا گومز برای پشتیبانی از اولین آلبوم استودیویی‌اش، رقص ستاره‌ها (۲۰۱۳) بود. گومز ترانه‌های اولین آلبوم استودیویی‌اش و همچنین ترانه‌هایش با سلنا گومز و سین را در این تور اجرا کرد. این تور در ۱۴ اوت ۲۰۱۴ آغاز شد و تا ۹ مارس ۲۰۱۴ ادامه داشت. این نخستین تور در حرفه گومز است که منطقه‌هایی همچون اروپا و دبی را بازدید کرد. لغو تور رقص ستاره‌ها در آسیا و استرالیا به دلیل تشخیص بیماری گومز با لوپوس منتشر در سال ۲۰۱۳ بود که منجر به اضطراب و افسردگی شدید او شد،.

## فهرست مجموعه
این فهرست مجموعه نمایش در تاریخ ۶ نوامبر ۲۰۱۳ است و تمام کنسرت‌ها را برای مدت زمان تور نشان نمی‌دهد.
1. «بنگ بنگ بنگ»
2. «Round & Round»
3. «مثل یه قهرمان»
4. «B.E.A.T.» (شامل عناصر «کار»)
5. «رقص ستاره‌ها»
6. «اسمت رو بنویس»
7. «زادروز» / «کیک تولد»
8. «غرش»
9. «مثل یک ترانه عاشقانه دوستت دارم»
10. «عشق به خاطر خواهد آورد»
11. «رؤیا»
12. «سلطنتی‌ها» (فقط در اروپا)
13. «چه کسی می‌گوید»
14. «ویپلش»
15. «طبیعی»
16. «ذخیره روز»
17. «کشف»
18. «سالی بدون باران» (تاریخ خاص)

از نو
1. «بیا بگیرش»
2. «یواشش کن»